# ニイカ高原

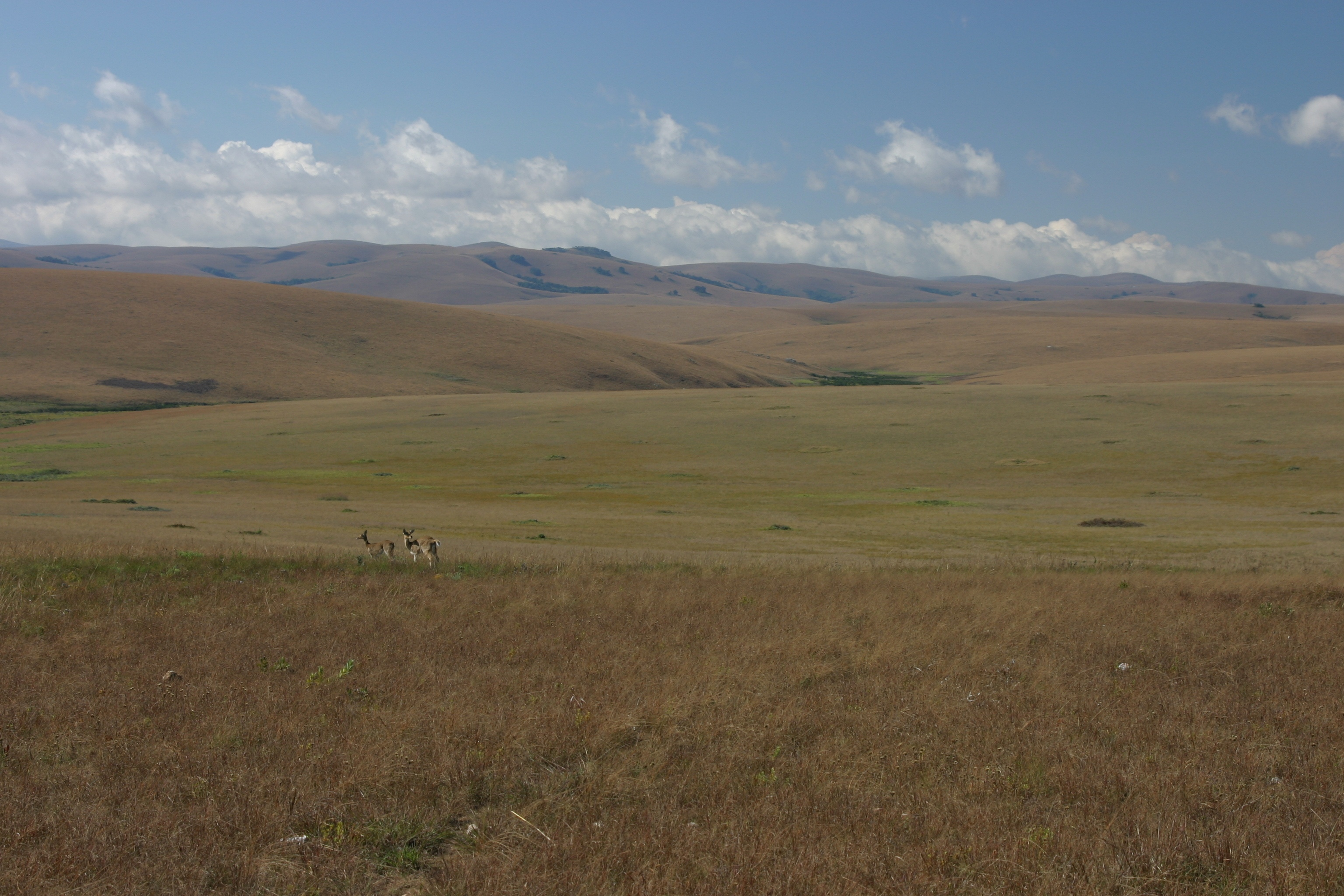
ニイカ高原における典型的なアフリカ山岳地帯（Afromontane）の草原

ニイカ高原（Nyika Plateau）はアフリカ南部の高原であり、土地の大部分がマラウイ北部州に、一部がザンビア北部州に属している。

## 地理
平均海抜はおよそ2100-2200メートルで、最も標高が高いのはンガンダ山（Nganda Peak）山頂の標高2605メートルである。また、この高原は上空から見るとおおよそダイヤモンドのような形であり、南北長軸が約90 km、東西の幅が約50 kmとなっている。そのため、海抜475メートルのマラウイ湖やリビングストニア、チルンバといった町の近くにそびえ立つように存在している。ニイカ高原は、北西部が700メートルの高さを持つ急斜面となっており、斜面の下はルアングワ渓谷の北東の端に該当する。また、南東部も同様におよそ1000メートルの高さを持つ急斜面となっており、斜面の下は南ルクル川渓谷となっている。高原のエリアはこの両渓谷に挟まれた地域とされている。

## 野生動物と人間の居住地

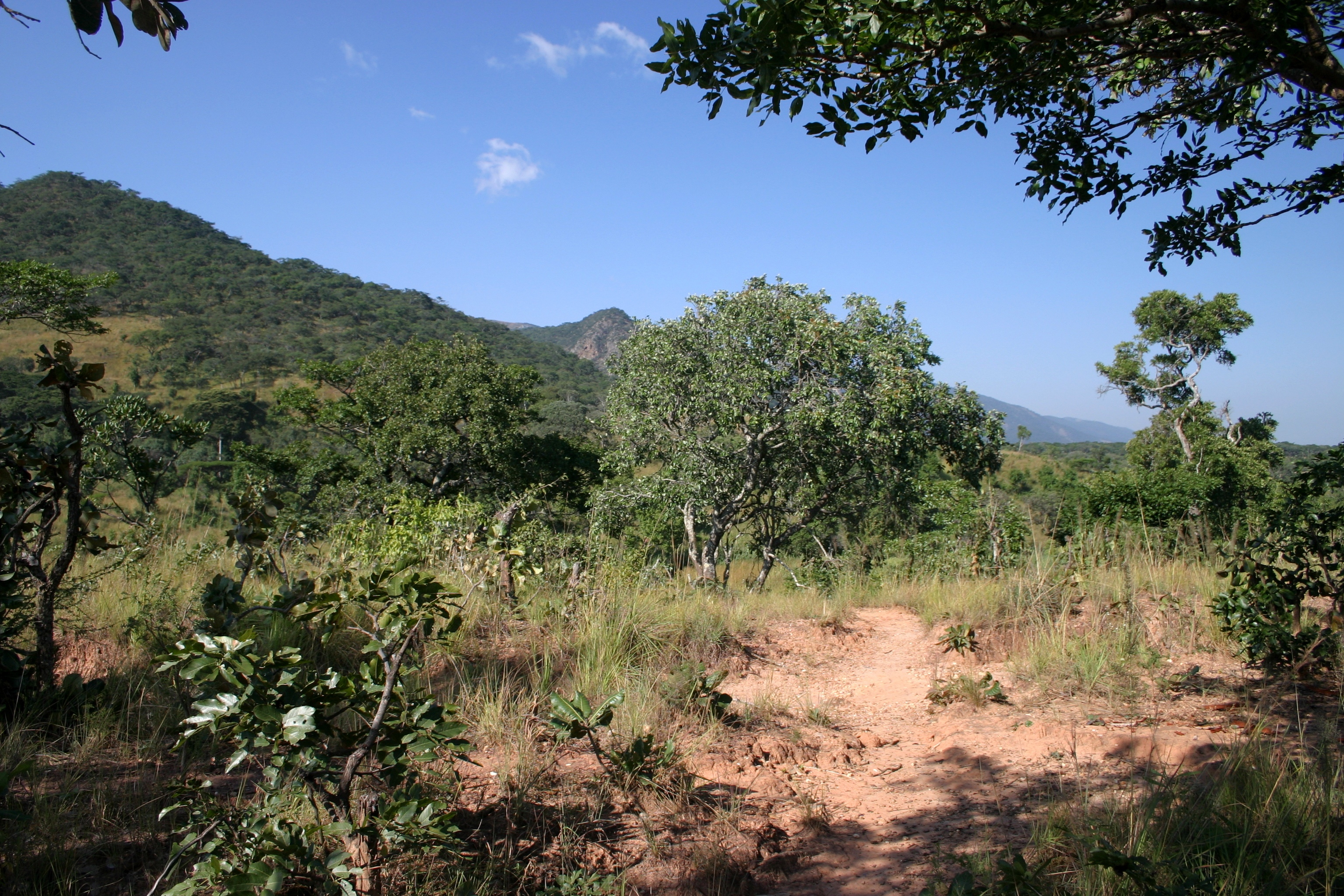
ニイカ高原における典型的なミオンボ樹林

ニイカ高原は、バーチェルサバンナシマウマ、様々な鳥類、固有種のチョウ、カメレオン、カエル、ヒキガエルなどの様々な野生動物の生息地であるほか、植物では200種を超えるランの花が存在することで知られている。また、この高原はマラウイ側ではニイカ国立公園として、ザンビア側ではニイカ国立公園 (ザンビア)として全域が保護地となっている。
園内で唯一の集落はチェリンダ（Chelinda）にあり、ここにはニイカ国立公園の本部と宿泊施設が置かれている。また、チェリンダには空港もあり、ムズズやリロングウェからアクセスすることが可能である。